# Gabriel Wilhelm Gillberg

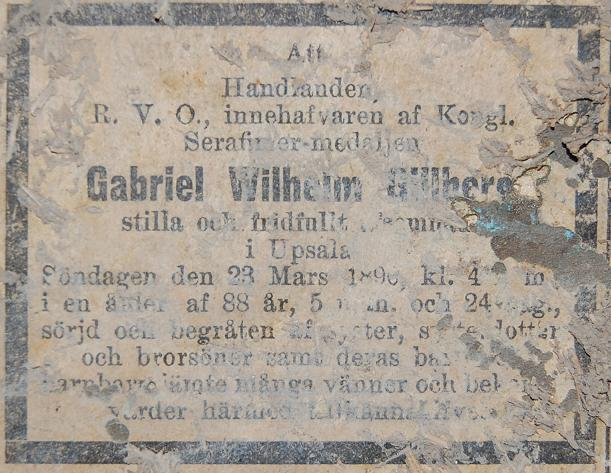
Dödsannons för Gabriel Wilhelm Gillberg

Gabriel Wilhelm Gillberg, född 29 september 1801 i Tegelsmora församling, Uppsala län, död 23 mars 1890 i Uppsala
, var en svensk affärsman och riksdagsman. 
Hans verksamhet i Uppsala huserade i Gillbergska gården (kv. Holmen) vid nuvarande Fyristorg, men han hade även ett eget hus vid Stora Torget (nuvarande Nordeas bankfastighet). Han var även ägare till Bryggeriet Holmen. 1862 invaldes han i Uppsalas första stadsfullmäktigeförsamling och han var under flera riksdagar ledamot för Uppsala.
Gillberg donerade stora summor till bland annat Uppsala stads barnhusfond och Gillbergska barnhemmet, Akademiska sjukhuset med mera. Hans porträtt, målat i olja, hänger i Uppsala stadshus.
Gillberg är begravd på Uppsala gamla kyrkogård.